# Шекшема
Шекшема — посёлок в Шарьинском районе Костромской области. Административный центр и единственный населённый пункт Шекшемского сельского поселения.

## География
Расположен в восточной части области, в 19 км западнее Шарьи, одноимённая железнодорожная станция на линии Буй — Котельнич (северный маршрут Транссиба), построенная в 1936 году.

## История
Название посёлка имеет происхождение от здешней реки Шекшемы.

## Население
| 1959  | 1970  | 1979  | 1989  | 2008  | 2010  | 2012  |
| ----- | ----- | ----- | ----- | ----- | ----- | ----- |
| 3958  | ↘3004 | ↘2546 | ↘2052 | ↘1530 | ↘1384 | ↘1325 |
| 2013  | 2014  | 2015  | 2016  | 2017  |       |       |
| ↘1258 | ↘1206 | ↘1167 | ↘1153 | ↘1100 |       |       |

## Экономика
Переработка леса, ОАО «Шарьинский лесотарный комбинат».